# Serie básica
La serie básica es como se conoce en filatelia a la serie de sellos puesta en circulación de forma ilimitada, continua y en períodos largos de tiempo por la administración del servicio postal de un país determinado. Son sellos que consisten, por lo general, en un diseño único, que se repite a lo largo de los años y que solo se cambian en su valor facial y en su color.
En los países con un sistema de gobierno monárquico, la serie básica muestra la efigie del monarca reinante (el jefe de Estado). En las repúblicas se suele hacer uso de una figura alegórica, por ejemplo la imagen de una bella mujer, como la Marianne en Francia; aunque se han dado casos de emisiones de series con la efigie del presidente en funciones, o del jefe de Estado bajo los regímenes dictatoriales (como los sellos con la efigie de Franco). En los últimos tiempos, muchos países, a excepción de los monárquicos, siguen la tendencia de sustituir una serie básica con diseño único por series conmemorativas de larga duración con diseños diferentes.

## En el mundo

### Monarquías
No todos los países que tienen un sistema de gobierno monárquico emiten series básicas con la efigie o imagen del rey o reina vigente. Actualmente los países que sí las emiten son los siguientes:
- Baréin: imagen del rey Hamad bin Isa al-Jalifa
- Bélgica: imagen del rey Alberto II
- Dinamarca: imagen de la reina Margarita II
- Emiratos Árabes Unidos: imagen del emir Khalifa bin Zayed Al Nahayan
- España: imagen del rey Felipe VI
- Jordania: imagen del rey Abdalá II
- Liechtenstein: imagen del príncipe Hans-Adam II
- Luxemburgo: imagen del gran duque Enrique
- Marruecos: imagen del rey Mohammed VI
- Mónaco: imagen del príncipe Alberto II
- Noruega: imagen del rey Harald V[1]
- Países Bajos: imagen de la reina Beatriz I
- Reino Unido: efigie de la reina Isabel II[2]
- Suecia: imagen del rey Carlos XVI Gustavo
- Tailandia: imagen del rey Bhumibol Adulyadej

1. ↑  Serie de sellos emitida entre 1992 y 1994, que no se ha vuelto a actualizar.
2. ↑  Serie de sellos conocida como Machin.

## En España
La primera serie básica en España se inició a la par que la primera emisión postal en 1850: la efigie de la reina Isabel II. Desde entonces la institución Correos y Telégrafos ha sido la encargada de emitir los sellos de la serie básico, así como el resto de sellos postales. Los diseños de las series básicas han reproducido las efigies de los del jefe de Estado (los reyes y en el caso del régimen franquista, del dictador Franco) y en los efímeros períodos de la Primera y la Segunda República se ha hecho uso de una figura alegórica, como se resume a continuación:
- 1850 - 1868: la efigie de la reina Isabel II
- 1869 - 1870: sin serie básica
- 1870 - 1873: la efigie del rey Amadeo de Saboya
- 1873 - 1874: figura alegórica de la República
- 1875 - 1885: la efigie del rey Alfonso XII
- 1886 - 1931: la efigie del rey Alfonso XIII
- 1931 - 1939: figura alegórica de la República
- 1940 - 1975: la efigie de Francisco Franco
- 1976 – 2013: la efigie del rey Juan Carlos I
- 2014 - actualidad: efigie de S.M Felipe VI

### Dictadura franquista
En los 37 años que duró la dictadura franquista se emitieron en total 103 sellos de la serie básica con la efigie de Francisco Franco. Los primeros sellos con la imagen del dictador aparecieron en julio de 1939, tres meses después del fin de la Guerra Civil.
- 1939 – 1953: retrato de Franco con traje militar, mirando a la derecha y, en segundo plano, el escudo de España "abreviado".
- 1940: el busto de Franco mirando a la derecha con la cruz de Lorena, símbolo cristiano de la lucha antituberculosa.
- 1942 - 1949: el busto de Franco mirando de frente y altivamente, con uniforme militar y coronado con la leyenda «Una, grande, libre».
- 1948 - 1954: retrato de Franco de cuerpo completo, portando uniforme y capa militares, con el castillo de la Mota de fondo (1948-1954)
- 1948 – 1954: retrato de Franco mirando a la derecha, con el uniforme militar y sin escudo de fondo.
- 1955 – 1975: retrato de Franco de frente vestido de civil.

### Juan Carlos I
La primera serie básica con la efigie del rey Juan Carlos I se puso en circulación el 15 de julio de 1976, medio año después de su proclamación. En total han aparecido seis tipos diferentes de serie básica con su efigie: 
- 1976 – 1984: el rey mirando a la izquierda; en la parte superior izquierda el valor nominal y en la inferior el nombre del país, España, y de la entidad emisora, Correos; no figura la corona real. Los 27 valores son: 0,10, 0,25, 0,30, 0,50, 1, 1,50, 2, 3, 4, 5, 6, 7, 8, 10, 12, 13, 14, 15, 16, 17, 19, 20, 30, 50, 60, 75 y 85 PTA.
- 1981: el rey mirando de frente; en la parte superior izquierda el valor nominal, en la inferior el nombre 'España', y en el costado izquierdo el de Correos; no figura la corona real. Son en total tres sellos, en calcografía todos en distintas tonalidades del gris y son la valores altos de la serie anterior. Valores 100, 200 y 500 PTA.
- De las dos series anteriores hasta 1990 se emiten de nuevo 26 valores en papel fosforescente, el valor de 17 pesetas no se emite en papel normal. Los valores reemitidos son: 0,10, 0,25, 0,50, 1, 2, 3, 4, 5, 6, 7, 8, 10, 13, 14, 15, 16, 19, 20, 30, 50, 60, 75, 85, 100, 200 y 500 PTA.
- 1985 – 1992: el rey mirando a la izquierda; en la parte inferior izquierda el valor nominal y el nombre 'España', y en la inferior derecha el de Correos; no figura la corona real. Son en total 27 sellos, con los siguientes valores: 0,10, 0,50, 1, 2, 3, 4, 5, 6, 7 lila y verde, 8, 10, 12, 13, 15, 17, 18, 19, 20, 25, 27, 30, 45, 50, 55, 60 y 75 PTA.
- 1993 – 2000: el rey mirando a la izquierda; en la parte inferior derecha el valor nominal, y en una franja dorada en el costado izquierdo el nombre 'España', el de Correos y la corona real. Durante los tres primeros años se presentaban en un bloque de los cuatro sellos y dos viñetas por año. Esta serie contó con cinco valores altos con otro formato e impresos en calcografía.
- Son en total 20 sellos, con los siguientes valores: 1, 2, 10, 15, 16, 17, 18, 19, 20, 21, 28, 29, 30, 32, 35, 45, 50, 55, 60, 65  y en calcografía 100, 200, 300, 500 y 1000 pesetas.70.
- 2001 – 2006: el rey mirando a la izquierda; en la parte superior izquierda el valor nominal, en el costado izquierdo el nombre 'España', en la parte inferior izquierda el de Correos y en la superior derecha la corona real. Los cuatro primeros valores de esta serie están en pesetas y euros. Con motivo de la Exposición de Valencia el valor de 0,27€ se emitió en una hoja bloque con cuatro sellos y pie de imprenta RCM-FNMT V. Son en total 28 sellos, con los siguientes valores: 0,01, 0,02, 0,03(5), 0,05, 0,10, 0,24(40) 0,25, 0,27, 0,28, 0,29, 0,35, 0,40, 0,45(75), 0,50, 0,52, 0,53, 0,57, 0,60(100), 0,75, 0,77, 0,78, 1, 1,95, 2, 2,21, 2,26, 2,33, 2,39€.
- 2007 – 2013: el rey mirando a la izquierda; separados de la imagen en la parte inferior el valor nominal y el nombre 'España', en el costado izquierdo y verticalmente el de Correos, y en la parte superior izquierda la corona real. Son un total de 29 sellos con los siguientes valores: 0,01, 0,02, 0,05, 0,10, 0,31, 0,32, 0,34, 0,35, 0,36, 0,37, 0,45, 0,50, 0,51, 0,52, 0,60, 0,62, 0,64, 0,75, 0,78, 0,80, 0,85, 0,90, 2,40, 2,60, 2,70, 2,75 2,84 y 2,90

### Felipe VI
- 2014-2015: el nuevo rey mirando de frente, sobre el valor de los sellos se ve una corona. Debajo del busto las inscripciones de "Correos" y de "España". En esta edición se imprimieron los valores de 0'01, 0'04, 0'10, 1 y 2 €
- 2016-2019: se utilizó la misma imagen que en la anterior serie, con la diferencia del fondo, que en este caso son pequeñas coronas. Cómo curiosidad contar que en 2016 se lanzaron por primera vez la serie básica con las tarifas A, A2, B, C y de los valores de 2 y 3 céntimos. En 2017 se lanzó un nuevo sello con valor de 5 céntimos.

- 2020: Se emiten dos nuevos valores con un nuevo retrato del Felipe VI, vestido con traje civil, brazos cruzados y mirando a la izquierda. Solo se lanzan dos valores, la tarifa A (sellos nacionales) y tarifa B (sellos en Europa, incluida Groenlandia).
- 2021: Se emite un nuevo valor con tarifa A. El sello recoge la efigie de Su Majestad, el rey Felipe VI, con traje civil y como novedad, otra imagen del rey, superpuesta junto a la ya mencionada, esta vez con un plano medio y vestido con uniforme de gran etiqueta de Capitán General del Ejército de Tierra.
- Correos anuncia una nueva serie Básica con sellos de Tarifa A, B, C y D.

- Datos: Q1002873
- Multimedia: Definitive stamps / Q1002873